# Free Culture-beweging

Het copyleftteken is een veelgebruikt symbool in de Free Culture-beweging

De Free Culture-beweging is een losse beweging van bedrijven, organisaties en mensen die als doel hebben het verspreiden van creatieve werken op (voornamelijk) het internet onder een copyleft-, Creative Commons- of andere licentie dan het normale auteursrecht. De Creative Commons licentie staat makers niet toe, inkomen te genereren met hun werk. Het normale auteursrecht onder de Berner Conventie, dat België en Nederland ratificeerden, geeft makers de vrijheid te bepalen onder welke rechten een werk voor publicatie of verkoop wordt aangeboden.

## Omschrijving
De aanhangers van de Free Culture gedachte zijn ervan overtuigd dat de huidige auteursrechtwetten te streng zijn en niet meer passen in de huidige, digitale samenleving: ze zouden een aanslag plegen op het creatieve proces. Niet beredeneerd wordt, op welke manier makers gehinderd worden in het creatieve proces, wanneer ze middels auteursrechtelijke regels inkomen genereren met hun werk.
De beweging heeft haar wortels in de vrije software- en opensourcesoftware-beweging en in digitale burgerrechtenorganisaties als de Amerikaanse EFF en het Nederlandse Bits of Freedom (tevens de voormalige Digitale Burgerbeweging Nederland). Ook bedrijven als Google en Facebook, of een organisatie als de Wikimedia Foundation, ondersteunen verspreiding van deze manier van denken en doen. Een andere organisatie die belangrijk is in deze context is Creative Commons, een organisatie die standaard-licenties naar Amerikaans recht aanbiedt waarmee makers beperkt worden in hun rechten, inkomsten uit hun werk te genereren.
Veel van de standpunten van de beweging worden verwoord in het boek Free Culture van de Amerikaanse rechtenprofessor Lawrence Lessig. Lessig is een prominent figuur in de wereld van vrije software en een van de oprichters van Creative Commons. Lessig pleit in dit boek voor een betere balans tussen het Amerikaanse copyright-stelsel, dat werken tot 200 jaar na verschijnen kan beschermen, en complete vrijheid, Lessig pleit niet voor vrijwilligerswerk.

### Wikipedia
Wikipedia zou het grootste free culture-project ter wereld genoemd kunnen worden aangezien de complete inhoud onder een vrije licentie te verkrijgen is: de GFDL en ten hoogste de Creative Commons Naamsvermelding GelijkDelen 3.0 Unported-licentie.
Jimmy Wales, de oprichter van Wikipedia en van de huidige eigenaar, de Wikimedia Foundation, heeft tijdens het Wikimania-congres in 2005 tien dingen genoemd die volgens hem vrij zouden moeten zijn in het volgende decennium:
1. Encyclopedie – in alle talen (Wikipedia)
2. Woordenboek – in en voor alle talen (Wiktionary)
3. Studieboeken – in alle talen en voor elk niveau (Wikibooks)
4. Muziek
5. Kunst
6. Bestandsformaten
7. Kaarten (OpenStreetMap)
8. Identificatiesystemen voor producten (zoals streepjescodes, RFID-chips e.d.)
9. Programmagegevens van televisieprogramma's
10. Gemeenschappen ('communities')

Anno 2022 genereert de Wikimedia Foundation content door de inzet van een wereldwijde gemeenschap van vrijwilligers en inkomsten door sponsors, donaties en verkoop van de door vrijwilligers gegenereerde content aan bedrijven als Google. De inkomsten worden (tot nu toe) niet gedeeld met de makersgemeenschap.